# 1155 dans les croisades
Cette page regroupe les évènements concernant les Croisades qui sont survenus en 1155 :
- Printemps : Renaud de Châtillon débarque à Chypre, défait sans difficultés la garnison byzantine, puis ravage systématiquement l’île[1]. Même en cette époque où la piraterie contre Byzance est chose ordinaire, la violence de cette razzia indigne tous les chroniqueurs[2].
- Juin : Nur ad-Din prend Baalbek après avoir conclu une trêve avec le royaume de Jérusalem[3].